# Gríðarvölr
Gríðarvölr (egentligen Gríðarvǫlr; ”Grids stav”) är den stav som jättinnan Grid (Gríðr) enligt Snorre Sturlasson lånade ut till asaguden Tor när hon fick veta att han obeväpnad var på väg till den ondsinte jätten Geirröd. ”Hon lånade honom styrkebälte och järnhandskar som hon ägde, samt sin stav som heter Gríðarvǫlr”, skriver Snorre. Völr är ett ovanligt ord för ”stav”, som framför allt brukar betyda völvestav. I det här fallet verkar det ha rört sig om en stor vandringsstav. Med staven som stöd mot strömmen lyckades Tor ta sig genom den virvlande älven Vimurs forsar. Senare, när han kommit fram, och Geirröds döttrar Gjalp och Greip försökte ta livet av honom genom att lyfta den stol han satt på för att krossa hans huvud mot taket, spjärnade han emot med staven så hårt att jättinnornas ryggar knäcktes.

## En fredsstav?
Snorre berättar i Gylfaginning 21 att Tor har tre dyrgripar: hammaren, styrkebältet och järnhandskarna. Men när Tor i Skáldskaparmál 18 vapenlös är på väg till Geirröd, får han av jättinnan Grid låna hennes vapen: ett styrkebälte, ett par järnhandskar och en stav som kallas Gríðarvǫlr. Staven får han som ersättning för hammaren. Tor får alltså låna vad han redan ägde, vilket kan tyda på att berättelsen är förvanskad.
Snorres framställning bygger på två källor. Av den ena, *Geirraðarmál, finns nästan ingenting kvar men av den andra, Þórsdrápa av Eilif Gudrunsson, har en balk bevarats nämligen just den som handlar om Tors färd till Geirröd. I ingen av dessa källor nämns dock jättinnan Grid (Gríðr) – däremot sägs Tor i Þórsdrápa bloda ner sin hammare då han efter Geirröds död gör upp räkningen med dennes husfolk. I denna version bör han alltså ha haft hammaren med sig, trots att Snorre påstår motsatsen.
Enligt de vanligaste tolkningarna omtalas staven Gríðarvǫlr på flera ställen i Þórsdrápa. Namnet finner man i strof 9, andra helmingen:
| Háðu stáli stríðan straum Hrekkmímis ekkjur. Strophnísu fór steypir stríðlundr með vǫl Gríðar. | Hrekkmimers änkor [jättinnorna] gjorde strömmen strid för stavarna, bergtumlarens [jättens] bane [Tor] for stridslysten med Grids stav. | Ränk-Mimers fräcka fränkor fällstarkt lät strömmen kvälla, skrocktumlarkonans skräckgud skred med Grids stav till striden. |  |

Hrekkmímir brukar tolkas som ett jättenamn. Alla sådana namn är enligt skaldikens regler utbytbara då de används i kenningar. Den jätte som avses kan då vara Geirröd, vars ekkjur (ordet ekkja här använt som allmänt kvinnoheite) är döttrarna Gjalp och Greip som höjde vattenståndet i floden Vimur. (Enligt Snorre var dock Gjalp ensam om den bedriften.)
Staven antyds också i flera heiten för stav, till exempel stál och hlymþél. Finnur Jónsson förklarar stál som ”en med järnpiggar försedd stav”, medan hlymþél (”larm-fil”) är exempel på pars pro toto: heitet kan översättas ”stav” men syftar på stavens järnspets som klingar mot stenarna på älvens botten. Att staven varit av trä framgår av strof 20 där den kallas hógbrotningr skógar (”lösbrutet stycke från ett träd”), men tydligen har den varit järnbesatt.
Åke Ohlmarks tog i sin tolkning av Þórsdrápa fasta på diktens många uppgifter om att ”staven klingar” och föreslog att det skulle röra sig om en stav besatt med metallringar (liknande gamla pilgrimsstavar): ”Staven klingar när stormen griper tag i den, när den är hǫggvinn hreggi, och det tyder ju avgjort i riktning mot en stav med löst hängande ringar, inte en vanlig järnstav.”
Om namnet Gríðarvǫlr (”Grids stav”) rättas till *Griðavǫlr får man betydelsen ”fredsstav”. (Rättelsen rör endast genitivformen eftersom det inte framgår ur metriken om ”i” i grið är långt eller kort.)
Grid (grið) är egentligen en juridisk term som betyder fri lejd under en viss tid, eller på en bestämd väg eller plats. Kanske hade Tor fått ”grid” när han bjöds hem till Geirröd, det vill säga fri lejd att färdas genom Jǫtunheimr? I så fall kan den skramlande gridstaven ha varit hans fredstecken. Hos Snorre verkar jättinnan Grid (Gríðr) vara en personifikation av begreppet grið och kan därför misstänkas vara hans eget påfund. Hon är ju den enda tursakona hos vilken Tor har ”grid”, det vill säga full säkerhet till liv och lem. Jättinnenamnet Gríðr var visserligen gammalt redan på Snorres tid – det finns som heite i kenningar som går tillbaka till 900-talet – men Snorre är den ende som har något att berätta om denna jättinna. Berättelsen verkar dock bygga på en association, eller sammanblandning, mellan Gríðr och grið.

## Grids dråpare?
Þórsdrápa är en av den norröna litteraturens mest svårtolkade dikter, och det är möjligt att inte ens Snorre tolkade den rätt. Eysteinn Björnsson har visat att med en annan textupplösning försvinner ”Grids stav” (vǫl Gríðar) och namnet Gríðr (genitiv Gríðar) blir  i stället heite i en kenning för Tor: ”Grids fällare” d.v.s. ”han som dräpte Grid” (steypir Gríðar). Björnssons slutsats är att Snorre tolkade dikten fel och att berättelsen om Tors besök hos jättinnan Grid (där hon uppges vara Vidars mor) är ett rent påhitt inspirerat av denna felläsning. I vilket fall som helst var det inte ovanligt att Tor slog ihjäl jättinnor, vilket framgår av namnlistor över offren för hans framfart. De kaosmakter som Tor bekämpade hade en starkt kvinnlig förankring.